# Embalse de Vaal
El embalse de Vaal, en Sudáfrica se construyó en 1938 y se encuentra a 77 km al sur del Aeropuerto Internacional OR Tambo, en Johannesburgo. El embalse tiene una superficie de unos 320 km2, una capacidad de 2536 hm3 y 47 metros de profundidad. Se encuentra en el río Vaal, uno de los ríos de mayor caudal de Sudáfrica. Otros ríos que desembocan en la presa son el río Wilge, el Molspruit y el Grootspruit. Tiene más de 800 km de costa y es el segundo embalse más grande de Sudáfrica por superficie y el cuarto más grande por volumen. Forma parte del Proyecto Agua de las Tierras Altas de Lesoto.
La costa del embalse pertenece a tres provincias: el Estado Libre tiene el tramo más largo, Mpumalanga tiene una costa hermosa y relativamente virgen, mientras que la más despojada con diferencia es la de Gauteng. La presa fue puesta en funcionamiento en 1939 y tiene 60 aliviaderos capaces de liberar 115 m3/s. El muro de la presa tiene 63 m de alto. Debido al gran tamaño del embalse, existe un problema de evaporación.

## Historia
La construcción de la presa de Vaal comenzó durante la depresión de principios de los años treinta y la presa se completó en 1938 con una altura de 54,2 m por encima y una capacidad de suministro total de 994 hm3. La presa es una estructura de hormigón con una sección de relleno de tierra en el flanco derecho. Fue construido como una iniciativa conjunta entre Rand Water y el Departamento de Regadío (ahora conocido como Departamento de Asuntos Hídricos).
Posteriormente, a principios de los años cincuenta, la presa se elevó hasta una altura de 60,3 m, lo que aumentó la capacidad a 2188 hm3  . En 1985 se produjo una segunda elevación de 3.05 m, hasta los 63,4 m por encima de la base más baja. La capacidad actual de la presa es de 2609,8 hm3 , con la posibilidad de almacenar otros 663 hm3, el 26 % de la totalidad, para prevenir las inundaciones.
La capacidad de atenuar inundaciones se puso a prueba  en febrero de 1996, cuando se produjo la mayor inundación jamás registrada en el sitio de la presa Vaal. Se produjo una entrada de más de 4700 m3/s en la presa Vaal, que ya estaba a plena capacidad debido a las abundantes lluvias, y solo gracias a la gestión  del personal de Hidrología de DWAF se limitó la inundación máxima liberada por la presa a 2300 m3/s , que evitaron graves daños aguas abajo. El embalse alcanzó un máximo del 118,5% de su capacidad el 19 de febrero de 1996, reteniendo 194 hm3, que habrían causando daños masivos.
El Proyecto de Agua de las Tierras Altas de Lesoto alimenta el sistema con agua por gravedad, contribuyendo así a un suministro estable a la población y al complejo industrial de Gauteng. Esta agua es bombeada desde Lesoto a los ríos Liebenbergsvlei y Wilge.
El embalse de Sterkfontein forma parte del plan de transferencia de agua Tugela-Vaal para el trasvase de agua entre cuencas del río Thukela en KwaZulu-Natal con el fin de aumentar los niveles en el sistema del río Vaal. El agua del embalse de Sterkfontein se trasvasa una vez que el nivel de la presa Vaal cae por debajo del 16%.
La presa tiene su propia isla de unos 5 km de longitud. La isla fue utilizada como lugar de reunión secreto por el gobierno del apartheid, pero ahora es sede de la carrera anual de yates Round the Island, que figura en el Libro Guinness de récords mundiales como la carrera de yates de interior más grande del mundo 
El 4 de mayo de 1948, BOAC introdujo los hidroaviones Short Solent en el servicio del Reino Unido (Southampton) a Sudáfrica (Vaaldam). El pequeño pueblo de Deneysville fue utilizado como punto de parada por los antiguos hidroaviones BOAC .

## Deportes acuáticos
La presa de Vaal es un lugar de pesca de carpas y bagres de agua dulce. Sus orillas están repletas de pescadores durante todo el año.
Aquí se celebran muchos eventos de deportes acuáticos de clase mundial, incluida la carrera anual de yates "Round The Island" organizada por el Lake Deneys Yacht Club.
Deneysville es la ciudad más grande cerca de la presa de Vaal, así llamada en honor de Deneys Reitz, ministro de Regadío durante la construcción. Ofrece un centro comercial para la presa. Hay tres clubes náuticos y dos puertos deportivos.

## Naturaleza
En torno al embalse, se encuentra la Reserva natural del embalse de Vaal, que ahora se encuentra abandonada. Las principales especies de peces de pesca de la presa de Vaal son el bagre, la carpa común, la carpa herbívora, el Labeobarbus aeneus, el Labeobarbus kimberleyensis y el Labeo capensis. Los gansos del Nilo y las avefrías armadas son aves playeras abundantes, y la pagaza piquirroja también se encuentran en grandes cantidades. El flamenco común es un ave zancuda habitual, aunque el flamenco enano está presente en menor número y se han visto picotenazas africanos errantes. Se encuentran presentes unas pocas docenas de pigargos vocingleros, mientras que el águila pescadora se encuentra escasamente.